# Rafailovići
Rafailovići su mjesto u Crnoj Gori.

## Zemljopis
Nalazi se na Budvanskoj rivijeri, sasvim na kraju istočnog dijela Bečićke plaže. Od Budve su udaljeni 4 kilometra. Od Rafailovića 300 metara na istok su još dvije omiljene plaže, Đevištenje i Kamenovo. Nedaleko je otok sv. Nikole.

## Povijest
Rafailovići su nekad bili ribarsko selo. Prevladavajuća gradnja bile su kamene kućice. 
U drugoj polovici 20. stoljeća okrenuli su se turizmu. Danas su ljetovalište u kojemu su luksuzni hoteli, apartmani, akvapark, restorani poznati po vlastitoj ulovljenoj ribi i drugo. Jedno su od najomilijenijih mjesta za odmor na Budvanskoj rivijeri. S ostalim djelovima plaže povezani su dugom primorskom šetnicom. Rafailovići su jedno od tri bratstva koje čine Bečiće: Bečići, Rafailovića i Čečuci.

## Promet
Redovna autobusna linija povezuje Rafailoviće s Budvom, Pržnom, Svetim Stefanom, Petrovcem i ostalim naseljima na rivijeri. Za vlasnike brodica u blizini je mala marina.

## Gospodarstvo
Nekada je glavna grana bilo ribarstvo. Danas je glavna grana ljetni turizam. Za to su sagrađeni restorani, apartmani, hoteli, akvapark, marina. Nedaleko od Rafailovića u pravcu Budve, odmah do plaže je sletna postaja za paragliding. Paraglajderi ovdje slijeću nakon polijetanja s brda u Brajićima u zaleđu Bečićke plaže.